# 岐阜県専修学校一覧
岐阜県専修学校一覧（ぎふけんせんしゅうがっこういちらん）は、岐阜県の専修学校の一覧。

## 公立専修学校

### 岐阜市
- 岐阜県立衛生専門学校
- 岐阜市立看護専門学校

### 多治見市
- 岐阜県立多治見看護専門学校

### 美濃市
- 岐阜県立森林文化アカデミー

### 土岐市
- 東濃看護専門学校

### 可児市
- 岐阜県立国際園芸アカデミー

### 下呂市
- 岐阜県立下呂看護専門学校

## 私立専修学校

### 岐阜市
- コロムビア・ファッション・カレッジ
- 飯原服装専門学校
- 石木編物専門学校（休校中）
- 岐阜調理専門学校
- 城南高等専修学校
- 岐阜美容専門学校
- ベルフォートアカデミーオブビューティ

- 岐阜歯科衛生専門学校（休校中）
- 岐阜保健大学医療専門学校
- ToBuCo専門学校
- 岐阜市医師会看護学校
- 大原簿記医療観光専門学校 岐阜校
- 大原法律公務員専門学校 岐阜校

### 大垣市
- ヴィジョンネクスト情報デザイン専門学校
- 大垣市医師会看護専門学校
- 日本総合ビジネス専門学校

### 高山市
- JA岐阜厚生連看護専門学校

### 多治見市
- 多治見文化洋裁学院（休校中）
- ミユキ文化服飾専門学校
- アンファッションカレッジ

### 関市
- 中日本航空専門学校

### 瑞浪市
- 日本プロスポーツ専門学校

### 美濃加茂市
- 中部国際医療学院

### 土岐市
- 中部国際自動車大学校

### 瑞穂市
- 朝日大学歯科衛生士専門学校

### 揖斐郡
- サンビレッジ国際医療福祉専門学校

## 廃校となった専修学校

### 岐阜市
- 岐阜市立第二看護専門学校
- 岐阜市立理容美容専門学校[注釈 1]
- 平成医療専門学院
- 岐阜保健短期大学調理専門学校
- 岐阜商科専門学校[注釈 2]
- アダチ洋裁専門学校
- 東海デザイン専門学校
- 美鈴文化服装専門学校
- 若草ドレスメーカー専門学校[注釈 3]
- 岐阜和裁専門学校
- 専門学校キッツテクニカルカレッジ[注釈 4]
- 専門学校キッツデザインカレッジ
- 専門学校キッツビジネスカレッジ

### 大垣市
- 岐阜県立国際情報科学芸術アカデミー
- 岐阜県立大垣看護専門学校
- 大垣市立高等理容美容学校[注釈 5]
- 日本中央学園大垣調理師専門学校
- 日本中央看護専門学校
- 大垣甲種歯科助手専門学校[注釈 6]

### 高山市
- 専門学校飛騨国際工芸学園